# Эль-Хаджар-эль-Асвад
Эль-Хаджар-эль-Асвад (араб. الحجر الأسود‎) — город на юго-западе Сирии, расположенный на территории мухафазы Дамаск. Название города в переводе с арабского означает «Чёрный камень».

## Географическое положение
Город находится в юго-западной части мухафазы, в долине реки Барада, непосредственно к югу от Дамаска, административного центра провинции и столицы страны. Абсолютная высота — 668 метров над уровнем моря.

## Демография
По данным официальной переписи 1981 года численность населения составляла 23 563 человек.
Динамика численности населения города по годам:
| 1981   | 2003   | 2013    |
| ------ | ------ | ------- |
| 23 563 | 80 713 | 101 827 |